# Eisenbahnunfall von Bhairab Bazar Junction
Der Eisenbahnunfall von Bhairab Bazar Junction war die Flankenfahrt eines Güterzugs in einen Schnellzug am 23. Oktober 2023 im Bahnhof Bhairab Bazar Junction, in Bhairab, im Kishoreganj-Distrikt in Bangladesch. 18 Menschen starben.

## Ausgangslage
Der Egarosindhur Godhuli Express verkehrt auf Meterspur von Kishoreganj nach Dhaka. Er hatte im Bahnhof Bhairab Bazar Junction planmäßig Kopf gemacht und befand sich auf der Ausfahrt aus dem Bahnhof. Zum Zeitpunkt des Unfalls war der Zug mit etwa 20 km/h unterwegs.
Gleichzeitig fuhr ein Containerzug, der nach Chottogram (auch: Chittagong / Chattogram) unterwegs war, und aus der Gegenrichtung kam, in den Bahnhof Bhairab Bazar Junction mit einer Geschwindigkeit von etwa 25 km/h ein.

## Unfallhergang
Der Lokomotivführer des Güterzugs überfuhr zwei „Halt“ gebietende Signale. Sein Zug geriet dadurch in die Fahrstraße des Schnellzugs und fuhr diesem im Bereich des drittletzten Wagens in die Flanke. Zwei Wagen des Personenzuges stürzten dadurch um.

## Folgen
18 Menschen starben, „Dutzende“ wurden darüber hinaus verletzt.

## Unfall von 1950
Am 9. September 1950 entfernten Saboteure Schienenverbindungen  vor einer Brücke in der Nähe von Bhairab, so dass der Schnellzug von Dhaka nach Chittagong entgleiste, die Lokomotive und drei Wagen in einen Fluss stürzten. Etwa 50 Menschen starben.